# Kāvareh Lavān
Kāvareh Lavān (persiska: کاوره لوان) är en ort i Iran.   Den ligger i provinsen Kermanshah, i den västra delen av landet, 400 km väster om huvudstaden Teheran. Kāvareh Lavān ligger 1 281 meter över havet och antalet invånare är 341.
Terrängen runt Kāvareh Lavān är kuperad åt sydost, men åt nordväst är den platt. Kāvareh Lavān ligger nere i en dal.Runt Kāvareh Lavān är det ganska tätbefolkat, med 207 invånare per kvadratkilometer. Närmaste större samhälle är Bīsotūn, 17,7 km norr om Kāvareh Lavān. Omgivningarna runt Kāvareh Lavān är i huvudsak ett öppet busklandskap.